# Issa Sanogo
Issa Sanogo (ur. 30 listopada 1971) – burkiński piłkarz grający na pozycji obrońcy.

## Kariera klubowa
W swojej karierze Sanogo grał między innymi w klubie ASFA Yennega Wagadugu.

## Kariera reprezentacyjna
W 2000 roku Sanogo rozegrał trzy spotkania w Pucharze Narodów Afryki 2000: z Senegalem (1:3), z Zambią (1:1) i z Egiptem (2:4).